# Milan Kadlec (ciclista)
Milan Kadlec (Praga, 13 ottobre 1974) è un dirigente sportivo, ex ciclista su strada e pistard ceco.
Professionista dal 1999 al 2014, è stato campione nazionale di ciclismo sia nella prova in linea su strada che, su pista, nelle specialità dell'americana, dell'inseguimento e della corsa a punti. Dal 2015 è direttore sportivo del Team Dukla Praha.

## Carriera
Ha partecipato a dodici edizioni dei campionati del mondo su pista e ad sette edizioni dei campionati europei su pista conquistando in entrambe le manifestazioni una medaglia di bronzo, rispettivamente nel 2010 e nel 2011, nella specialità della corsa a punti. Su pista ha anche preso parte per due volte ai Giochi olimpici, nel 2004 ad Atene e nel 2008 a Pechino, sia nella corsa a punti che nell'americana. Proprio ad Atene sfiorò la medaglia nella prova a punti, vinta dal russo Michail Ignat'ev, giungendo ad appena quattro punti dal podio.
Ha rappresentato la sua nazione anche ai campionati su strada, sia nella prova in linea che in quella a cronometro. Vincitore di numerosi titoli e medaglie nei campionati nazionali sia su pista che su strada, l'unico titolo che non è riuscito a conquistare è stato quello nella prova a cronometro, dove i suoi migliori risultati furono il secondo posto nel 1999 ed il terzo nel 2000.
Oltre alla pista, i suoi successi sono arrivati principalmente in corse minori del panorama ciclistico europeo ed asiatico. Nella prima parte di carriera tuttavia, correndo in alcune importanti formazioni italiane, ha ottenuto anche alcuni piazzamenti significativi in corse di questo paese. Oltre alla vittoria del Criterium d'Abruzzo è stato secondo, dietro il futuro campione del mondo Cadel Evans, nella prima edizione del Brixia Tour nel 2001, e settimo nel Trofeo Matteotti del 2004.
Dal 2015 svolge l'attività di direttore sportivo per il Team Dukla Praha, club nel quale ha militato per la maggior parte della sua carriera. Anche suo fratello maggiore Martin è stato un ciclista professionista sebbene per una sola stagione, senza apprezzabili risultati, nel 1996.

## Palmarès

### Strada
- 1998 (For 3 Dilettanti, due vittorie)

Coppa Messapica
1ª tappa Ytong Bohemia Tour
- 1999 (Brunero Dilettanti, dieci vittorie)

Giro d'Oro
1ª tappa Giro della Valsesia
Gran Premio Madonna del Carmine - Mezzano
Ciriè-Pian della Mussa
Trofeo Sportivi di Briga Novarese
Gran Premio Comunità di Capodarco
2ª tappa Giro della Valle d'Aosta (Évian-les-Bains > Champoussin)
4ª tappa Giro della Valle d'Aosta (Pont-Saint-Martin > La Magdeleine)
Classifica generale Giro della Valle d'Aosta
4ª tappa Ytong Bohemia Tour
- 2000 (Mobilvetta, una vittoria)

1ª tappa Ytong Bohemia Tour (Beroun > Beroun)
- 2001 (Mobilvetta, due vittorie)

Criterium d'Abruzzo
Prologo Ytong Bohemia Tour (cronometro)
- 2002 (Lampre, una vittoria)

Classifica generale Ytong Bohemia Tour
- 2010 (A.S.C. Dukla Praha, quattro vittorie)

Memorial Evzena Cihlare - Praga
Kirschblütenrennen - Wels
1ª tappa Hana Tour
Classifica generale Hana Tour
- 2011 (A.S.C. Dukla Praha, sette vittorie)

Brno-Velka Bites-Brno
Grand Prix Borgeres - Rokycany
Prix Pičin
Kyjovske Slovako - Kyjov
3ª tappa Hana Tour (Bousín > Bousín)
Classifica generale Hana Tour
3ª tappa Szlakiem Bursztynowym Hellena Tour (Opatówek > Opatówek, cronometro)
- 2012 (A.S.C. Dukla Praha, sei vittorie)

Campionati cechi, Prova in linea
1ª tappa Tour of Taihu Lake (Binhu, Wuxi > lago Lihu)
Classifica generale Tour of Taihu Lake
3ª tappa Tour of Fuzhou (Fuzhou > Yongtai)
2ª tappa Lidice (Lidice > Lidice)
1ª tappa Memoriał Józefa Grundmana
- 2013 (A.S.C. Dukla Praha, due vittoria)

Brno-Velka Bites-Brno
6ª tappa Tour of Iran (Azarbaijan) (Tabriz > Tabriz)
- 2014 (A.S.C. Dukla Praha, tre vittorie)

Un Hivern a Mallorca - Cala Millor
Kyjovske Slovako - Kyjov
3ª tappa Tour of Iran (Azarbaijan) (Arras > Kaleybar)

### Altri successi
- 2001 (Mobilvetta, tre vittorie)

Grand Prix Mesta Pribram (Criterium)
Staroměstské Kriterium - Praga (Criterium)
Criterium di Solenice
- 2006 (A.S.C. Dukla Praha, due vittorie)

Memorial Jakuba Mrnhy - Kyjov (Criterium)
Staroměstské Kriterium - Praga (Criterium)
- 2007 (A.S.C. Dukla Praha, una vittoria)

Memorial Jakuba Mrnhy - Kyjov (Criterium)
- 2010 (A.S.C. Dukla Praha, una vittoria)

Nová Dubnica (Criterium)
- 2014 (A.S.C. Dukla Praha, una vittoria)

Táborské Okruhy - Tabor (Criterium)

### Pista
- 2007 (A.S.C. Dukla Praha, una vittoria)

Campionati cechi, Corsa a punti
- 2008 (A.S.C. Dukla Praha, una vittoria)

Campionati cechi, Inseguimento individuale
- 2010 (A.S.C. Dukla Praha, una vittoria)

Grad Prix Vienna, Inseguimento a squadre
- 2011 (A.S.C. Dukla Praha, tre vittorie)

Grand Prix Prostejov, Corsa a punti
Grand Prix Prostejov, Americana (con Alois Kaňkovský)
Grand Prix Vienna, Corsa a punti (ex aequo con Angelo Ciccone)
- 2012 (A.S.C. Dukla Praha, tre vittorie)

Campionati cechi, Inseguimento individuale
Grand Prix Prostejov, Corsa a punti
Grand Prix Vienna, Corsa a punti
- 2013 (A.S.C. Dukla Praha, una vittoria)

Grand Prix Prostejov, Americana (con Alois Kaňkovský)
- 2014 (A.S.C. Dukla Praha, tre vittorie)

Campionati cechi, Corsa a punti
Campionati cechi, Americana (con Alois Kaňkovský)
Grand Prix Prostejov, Americana (con Alois Kaňkovský)

## Piazzamenti

### Grandi Giri
- Giro d'Italia

2000: 100º
2002: 64º
- Vuelta a España

2002: ritirato (alla 12ª tappa)

### Classiche monumento
- Milano-Sanremo

2000: 177º
2001: 181º

### Competizioni mondiali
- Campionati del mondo su strada

Olimpia 1992 - In linea Juniores: 31º'
Agrigento 1994 - In linea Under-23: 23º
Valkenburg 1998 - Cronometro Elite: 24º
Verona 1999 - In linea Elite: 35º
Plouay 2000 - Cronometro Elite: 38º
Plouay 2000 - In linea Elite: 93º
Hamilton 2003 - In linea Elite: ?
Limburgo 2012 - In linea Elite: 107º
- Campionati del modo su pista

Anversa 2001 - Corsa a punti: 8º
Ballerup 2002 - Corsa a punti: 7º
Melbourne 2004 - Corsa a punti: 6º
Los Angeles 2005 - Corsa a punti: 8º
Palma di Maiorca 2007 - Corsa a punti: 5º
Manchester 2008 - Corsa a punti: 6º
Pruszków 2009 - Corsa a punti: 10º
Ballerup 2010 - Corsa a punti: 3º
Apeldoorn 2011 - Corsa a punti: 5º
Melbourne 2012 - Corsa a punti: 8º
Minsk 2013 - Corsa a punti: 4º
Cali 2014 - Corsa a punti: 11º
- Giochi olimpici

Atene 2004 - Corsa a punti: 5º
Atene 2004 - Americana: 13º
Pechino 2008 - Corsa a punti: 9º
Pechino 2008 - Americana: 13º